# برترین باشگاه فوتبال سال سری آ
 برترین باشگاه فوتبال سال سری آ عنوانی است که هر سال به باشگاهی که بهترین عملکرد را در سری آ داشته باشد تعلق می‌گیرد.
این جایزه بخشی از رویداد گران گالا دل کالچو می‌باشد.

## برندگان
| سال  | ملیت.   | ریاست           | باشگاه  |
| ---- | ------- | --------------- | ------- |
| ۲۰۱۱ | ایتالیا | Giampaolo Pozzo | اودینزه |
| ۲۰۱۲ | ایتالیا | آندرا آنیلی     | یوونتوس |
| ۲۰۱۳ | ایتالیا | آندرا آنیلی     | یوونتوس |
| ۲۰۱۴ | ایتالیا | آندرا آنیلی     | یوونتوس |
| ۲۰۱۵ | ایتالیا | آندرا آنیلی     | یوونتوس |

### به تفکیک باشگاه
| باشگاه  | تعداد |
| ------- | ----- |
| یوونتوس | ۴     |
| اودینزه | ۱     |